# Daleko od očiju (1998.)
Daleko od očiju, američka kriminalistička komedija iz 1998. godine. 

## Sažetak
Iz jednog floridskog zatvora bježi zatvorenik Jack Foley. U blizini se slučajno zatekla detektivka Karen Sisco u isto vrijeme. Zatečena, nije se snašla pa su ju razoružali Foley i njegov partner i strpali u prtljažnik automobila. Ondje joj se pridružio Foley da ga policija ne bi opazila. Premda po mnogo čemu su na na suprotnim stranama, i za očekivati je bilo svadljivo držanje ili veliku šutnju, među dvoje se razvio razgovor pa i simpatija. Sisco je logično pobjegla prvom prigodom.

## Vanjske poveznice
- Daleko od očiju u internetskoj bazi filmova IMDb-a
- Daleko od očiju Box Office Mojo
- Daleko od očiju Rotten Tomatoes
- Daleko od očiju Metacritic